# Saint-Haon
Saint-Haon település Franciaországban, Haute-Loire megyében. Lakosainak száma 277 fő (2022. január 1.). Saint-Haon Alleyras, Le Bouchet-Saint-Nicolas, Landos, Ouides, Rauret, Saint-Christophe-d’Allier és Saint Bonnet-Laval községekkel határos.

## Népesség
A település népessége az elmúlt években az alábbi módon változott:
| Lakosok száma | 751  | 488  | 428  | 385  | 324  | 312  | 300  | 283  | 281  | 277  |
|               | 1968 | 1982 | 1990 | 2006 | 2013 | 2015 | 2017 | 2019 | 2020 | 2022 |